# Hubert Mampaey
Hubert Benoît Mampaey (Boom, 29 september 1882 - Brugge, 10 juni 1947) was een Belgisch politicus voor het Katholiek Verbond van België.

## Levensloop
Werkende als zelfstandig schrijnwerker, werd Mampaey vrijgestelde propagandist en vervolgens secretaris van het Nationaal Verbond van de Steen- en Ceramiekbewerkers (1911-1821). Hij werd ook secretaris van het Hulp- en Voedingscomité voor de Rupelstreek (1919-1922)  
Hij werd vervolgens voorzitter van de Christelijke Centrale van Werknemers uit de Steen-, Cement-, Ceramiek- en Glasbedrijven (1923-1947) en was lid van het hoofdbestuur van het ACV. Hij was ook lid van de Algemene Vergadering van het Katholiek Verbond van België als afgevaardigde van het arrondissementsverbond Antwerpen. Hij was, vooral na de Eerste Wereldoorlog, de grote voorman van de christelijke arbeidersbeweging in de Rupelstreek. In 1919 was hij een van de medestichters en voorzitter van de Christen Werkliedenbond in Boom. Ook bij de oprichting van het Gewestelijk ACV-Verbond (1921) nam hij het voorzitterschap op zich.
Van 1921 tot 1927 was hij gemeenteraadslid en schepen van Boom. Eveneens in 1921 werd hij verkozen tot katholiek volksvertegenwoordiger voor het arrondissement Antwerpen. Hij vervulde dit mandaat tot in 1946. Hij stelde zich nadien geen kandidaat meer. Vanaf 1932 zetelde hij opnieuw in de gemeenteraad. Hij werd dienstdoend burgemeester van 21 oktober 1944 tot 3 augustus 1945. Hij voerde de CVP-lijst aan voor de gemeenteraadsverkiezingen van 1946. 
Frans Van Cauwelaert schreef in zijn memoires dat Mampaey "om de adel van zijn karakter steeds in mijn aandenken een piëteitvolle plaats zal behouden".